# Ney Pál
Ney Pál (Gyanta, 1885. május 5. – Auschwitz, 1944. június) – erdélyi magyar ügyvéd, jogi szakíró, Ney András apja.

## Életútja
Középiskolát a nagyváradi reálgimnáziumban végzett, majd a nagyváradi Jogakadémián tanult. Ügyvéd volt Nagyváradon. Az 1919-es főhatalom-változás után másfél évre működését eltiltották, később az ügyvédi kamara alelnöke, míg tisztségétől a Goga-Cuza-kormány 1938-ban meg nem fosztotta. Magyarország német megszállása után, 1944 tavaszán családjával együtt deportálták; Auschwitzban ölték meg.
Az erdélyi kereskedelmi jogról írott kétkötetes művében, amelyet évekig egyetemi tankönyvként használtak, feldolgozta ennek törvényi anyagát, gyakorlatát és elméletét, valamint a váltójog és csekk-kezelés kérdéseit. Szerzője a nagyváradi kisebbségi ügyvédek memorandumának, mely az állami és emberi önérzet tiszteletben tartását s a pártatlan igazság alkalmazását kérte és igényelte (közölve a Szabadság, Nagyvárad, 1936. október 15. és 18. számában). Egy második memoranduma Horthy Miklós kormányzóhoz címezve 1943-ban a zsidó ügyvédek kamarából való kizárásának felfüggesztését sürgette.

## Főműve
- Codul comercial din Transilvania I-II. (Ioan Predovicoiu törvényszéki bíróval együtt, Nagyvárad, 1925-1927).